# Lista carniola
Lista carniola är en fjärilsart som beskrevs av George Francis Hampson 1916. Lista carniola ingår i släktet Lista och familjen mott. Inga underarter finns listade i Catalogue of Life.